# Wahlkreis Dresden 6 (2014–2019)
Der Wahlkreis Dresden 6 (Wahlkreis 46) war ein Landtagswahlkreis in Sachsen.
Er war einer von sieben Dresdner Landtagswahlkreisen und umfasste im Dresdner Westen den Stadtbezirk Cotta ohne den namensgebenden Stadtteil Cotta (also die Stadtteile Briesnitz, Gorbitz, Löbtau und Naußlitz) sowie die Stadtteile Cossebaude/Mobschatz/Oberwartha und Gompitz/Altfranken. Bei der letzten Landtagswahl (im Jahr 2019) waren 57.807 Einwohner wahlberechtigt.
Der Wahlkreis wurde in dieser Form zur Landtagswahl 2014 gebildet – er war dabei flächenmäßig mit dem Wahlkreis Dresden 4 (Wahlkreis 46) vergleichbar. Sein Gebiet wurde bei der Neugliederung der Wahlkreise im Jahr 2023 auf die neugebildeten Wahlkreise Dresden 7 (Wahlkreis 46) und Dresden 8 (Wahlkreis 47) aufgeteilt.

## Wahlergebnisse

### Landtagswahl 2019
Vorläufiges Ergebnis der Landtagswahl am 1. September 2019 im Wahlkreis 46 – Dresden 6:
(Ergebnisse in Prozent)
| Direktkandidat | Partei               | Direktstimmen | Listenstimmen |
| -------------- | -------------------- | ------------- | ------------- |
| Lars Rohwer    | CDU                  | 31,0          | 26,4          |
| Jenny Kunkel   | Die Linke            | 12,5          | 10,2          |
| Sophie Koch    | SPD                  | 9,1           | 7,7           |
| Andreas Harlaß | AfD                  | 26,9          | 25,0          |
| Lucie Hammecke | GRÜNE                | 14,2          | 14,5          |
| –              | NPD                  | –             | 0,4           |
| Holger Hase    | FDP                  | 6,2           | 5,8           |
| –              | Freie Wähler         | –             | 3,6           |
| –              | Tierschutz           | –             | 1,3           |
| –              | Piraten              | –             | 0,6           |
| –              | Die PARTEI           | –             | 2,2           |
| –              | BüSo                 | –             | 0,1           |
| –              | ADPM                 | –             | 0,2           |
| –              | Blaue #TeamPetry     | –             | 0,3           |
| –              | KPD                  | –             | 0,1           |
| –              | ÖDP                  | –             | 0,4           |
| –              | Die Humanisten       | –             | 0,5           |
| –              | PDV                  | –             | 0,1           |
| –              | Gesundheitsforschung | –             | 0,5           |

| Wahlberechtigte | 57.807 |
| Wahlbeteiligung | 68,3 % |

### Landtagswahl 2014
Amtliches Endergebnis der Landtagswahl am 31. August 2014 im Wahlkreis 46 – Dresden 6:
(Ergebnisse in Prozent)
| Direktkandidat        | Partei          | Direktstimmen | Listenstimmen |
| --------------------- | --------------- | ------------- | ------------- |
| Lars Rohwer           | CDU             | 34,2          | 35,4          |
| André Schollbach      | Die Linke       | 18,3          | 17,7          |
| Eva-Maria Stange      | SPD             | 18,0          | 13,0          |
| Peter Kroschinsky     | FDP             | 3,2           | 3,7           |
| Christin Bahnert      | GRÜNE           | 7,7           | 9,1           |
| Jens Baur             | NPD             | 3,7           | 4,4           |
| –                     | Tierschutz      | –             | 1,4           |
| Daniel Riebe          | Piraten         | 2,3           | 2,0           |
| Roland Hultsch        | BüSo            | 0,5           | 0,3           |
| –                     | DSU             | –             | 0,2           |
| Hans-Joachim Klaudius | AfD             | 9,3           | 9,3           |
| –                     | pro Deutschland | –             | 0,2           |
| Steffen Große         | Freie Wähler    | 2,7           | 1,9           |
| –                     | Die PARTEI      | –             | 1,5           |

| Wahlberechtigte | 58.404 |
| Wahlbeteiligung | 52,0 % |